# شو تشينغ ون
شو تشينغ ون (بالصينية: 徐竫雯) مواليد 19 أغسطس 1996 في كاوهسيونغ، هي لاعبة كرة مضرب تايوانية وتحتل حالياً المرتبة 317 (21 مارس 2016) في تصنيف رابطة محترفات كرة المضرب. أعلى تصنيف لها في الفردي كان 317. أعلى تصنيف لها في الزوجي كان 195.

## النهائيات

### الفردي
| الحصيلة | الرقم | التاريخ        | الدورة                     | الأرضية | المنافس           | النتيجة              |
| ------- | ----- | -------------- | -------------------------- | ------- | ----------------- | -------------------- |
| الوصافة | 1.    | 26 نوفمبر 2012 | جاكرتا، إندونيسيا          | صلبة    | خوان تينغ فاي     | 3–6, 2–6             |
| الوصافة | 2.    | 11 نوفمبر 2013 | مومباي، الهند              | صلبة    | برارتهانا تهومبار | 3–6, 7–6(12–10), 4–6 |
| الفوز   | 1.    | 13 يناير 2014  | سانت مارتن، غوادلوب، فرنسا | صلبة    | سونيا مولنار      | 4–6, 6–4, 6–0        |
| الفوز   | 2.    | 4 أغسطس 2014   | بنغالور، الهند             | صلبة    | فاطمة النبهاني    | 6–4, 6–4             |
| الفوز   | 3.    | 23 مارس 2015   | مقاطعة نيشيتاما، اليابان   | صلبة    | كايوكا أوكامورا   | 6–3, 3–6, 6–4        |

## روابط خارجية
- شو تشينغ ون على موقع رابطة محترفات التنس (الإنجليزية)
- شو تشينغ ون على موقع الاتحاد الدولي لكرة المضرب (الإنجليزية)
- شو تشينغ ون على موقع كأس بيلي جين كينغ (الإنجليزية)
- شو تشينغ ون على موقع خلاصة التنس.كوم (الإنجليزية)